# Бре, Франсуа Габриэль де
Граф (с 1812) Франсуа Габриэль де Бре (Брей; Брэй) (1765—1832) — французский дипломат, баварский посланник в России, Франции и Австро-Венгрии; автор мемуаров. ботаник; почётный член Петербургской академии наук.

## Биография
Родился в Руане 25 декабря 1765 года.
Был на службе у Мальтийского ордена и прибыл в рейхстаг Регенсбурга в 1788 году в качестве секретаря французской миссии. После революции во Франции в 1799 году он поступил на баварскую службу и стал близким другом и советником Максимилиана фон Монжела. Был назначен камергером короля Баварии.
В 1799–1801 годах находился в России в составе депутации от Мальтийского ордена, прибывшей, чтобы изъявить императору Павлу I, Великому магистру ордена, покорность от баварского приорства.
В 1801—1807 годах по дипломатическим делам был в Берлине, где встретил свою будущую жену Софи фон Левенштерн, на которой женился в 1805 году.
В 1808–1812 годах вновь был в России, теперь в качестве баварского посланника.
В 1811 году приобрёл замок и пивоварню Ирльбах недалеко от Штраубинга, а в 1813 году — замок Шамбах  (нем.).
В 1819 году стал членом рейхсрата. 
С 1822 по 1827 годы был послом в Париже, с 1827 года — в Вене; в 1831 году вышел в отставку.
Также известен как учёный-ботаник. Был знаком с Давидом Генрихом Хоппе и стал одним из первых членов Королевского баварского ботанического общества Регенсбурга, президентом которого он был с 1811 года до своей смерти. Он подробно изучил семейство растений амарант. В его честь Хоппе назвал обнаруженное в районе Гросглоккнера растение: Braya alpina. Также в его честь названы растения родов Braya Sternb. & Hoppe и Brayopsis Gilg & Muschl., оба из семейства крестоцветных (Brassicaceae) и рода Debraea Roem. & Шульт. из семейства вошизиевых (Vochysiaceae) и Irlbachia Mart. из семейства горечавковых (Gentianaceae).
В 1808 году стал почётным членом Баварской академии наук; 15 октября 1818 года — почётным доктором философии Дерптского университета; с 10 апреля 1822 года — почётным членом Петербургской академии наук. Был кавалером ордена Святого Губерта и мальтийского ордена.
В числе его наград: 
Умер 3 сентября 1832 года в имении Ирльбах, близ Штраубинга (Бавария).
Его сын — Отто фон Брай-Штайнбург.

## Награды
Королевства Бавария:
- Орден Гражданских заслуг Баварской короны большой крест (1808)[4]

Прочих государств:
- Орден Красного орла (1804, королевство Пруссия) [6]
- Орден Святой Анны 1-й степени (1 января 1818, Российская империя)[7]
- Орден Полярной звезды большой командорский крест (королевство Швеция)
- Орден Почётного легиона большой крест (1827)

- Австрийский орден Леопольда большой крест (Австрийская империя)